# Unai Gómez
Pour l’article homonyme, voir Gomez.
Unai Gómez, né le 25 mai 2003 à Bermeo en Espagne, est un footballeur espagnol qui évolue au poste de milieu offensif à l'Athletic Club.

## Biographie

### En club
Né à Bermeo en Espagne, Unai Gómez commence le football avec le club local du Bermeo FT (en). Il rejoint ensuite l'Athletic Bilbao où il est formé pendant deux ans avant de rejoindre le Danok Bat CF (en). Il fait ensuite son retour à l'Athetic en 2019 pour y terminer sa formation.
Lors de l'été 2023, Gómez est intégré à l'équipe première de l'Athletic pour les matchs de préparation d'avant-saison.
Il joue son premier match en équipe première le 12 août 2023, lors de la première journée de la saison 2023-2024 de Liga face au Real Madrid CF. Il est titularisé avant d'être remplacé à la mi-temps par Álex Berenguer. Son équipe est battue par deux buts à zéro ce jour-là,.
Gómez inscrit son premier but en professionnel lors de la journée suivante de Liga, le 27 août 2023, contre le Betis Séville. Il entre en jeu à la place d'Iker Muniain et participe à la victoire de son équipe par quatre buts à deux,.

## Palmarès
- Athletic Bilbao
  - Vainqueur de la Coupe d'Espagne : 2024